# کری هوسکینز
کری هوسکینز (انگلیسی: Kerri Hoskins Branson؛ زاده ۲۰ فوریهٔ ۱۹۷۰) یک مدل سابق پلی‌بوی، هنرمند و عکاس است. وی به دلیل بازی در نقش سونیا بلید در بازی‌های مورتال کامبت 3، ultimate و 4 شناخته شده است.